# Goodman (Mississippi)
Pour les articles homonymes, voir Goodman.
Goodman est une ville américaine située dans le comté de Holmes, dans le Mississippi. Selon le recensement de 2020, sa population est de 1 258 habitants.